# Пам'ятники Дніпра
Пам'ятники Дніпра:
| Назва | Дата встановлення     | Розташування | Фото | Короткі відомості |
| На честь Акту Злуки УНР та ЗУНР 22 січня 1919 року | 2017 рік              | Соборна площа див.на мапі |      | Кам'яний хрест. |
| Брандису Анатолію | 1946 рік              | на Слобожанському проспекті (західна сторона) між вулицями Калинова й Ковалевської                                                                                      |      | Анатолій Якович Брандис — талановитий і відважний військовий льотчик, пам'ятник встановлено ще за його життя, 1946 року. Бюст розташований у районі старого Нижньодніпровська, де двічі Герой СРСР народився й виріс. |
| Будівникам набережної у Дніпрі | 1996 рік              | на Дніпровській набережній див. на мапі |      | |
| Вічної Слави, монумент | 1967 рік              | на початку проспекту Дмитра Яворницького див. на мапі |      | Автори пам'ятника — архітектори Е. Ю. Черкасов і А. А. Максименко, скульптори М. Ф. Овсянкин і В. І. Агібалов. |
| Гоголю Миколі | 1950 рік              | на перехресті вулиці Гоголя з пр. Дмитра Яворницького див. на мапі |      | Гранітний бюст письменника Миколи Гоголя встановлено у 1950 році на вулиці, яку перейменували на його честь іще у 1909 році (до того — Волоська). Автори пам'ятника: різьбяр по каменю С. Ф. Тимофєєв, творці моделі — скульптори О. В. Ситник (1920—1992), Е. П. Калішенко, А. Штрубшток. Гранітний постамент спроєктував архітектор В. О. Зуєв. |
| Глобі Лазарю | 1972 рік              | у Парку Глоби[ див. на мапі |      | |
| Гончару Олесю, бюст | 2003 рік              | на проспекті Дмитра Яворницького (північна сторона) в стіні корпусу № 2 Дніпровського національного університету імені Олеся Гончара (пр. Дмитра Яворницького, буд. 36) |      | Бронзовий бюст Олеся Гончара встановлено у колишньому віконному пройомі корпусу № 2 ДНУ імені Олеся Гончара. Цікавий факт: всупереч напису на підніжжі бюсту, Олесь Гончар ніколи не навчався і не працював у цьому корпусі. Він навчався та працював у колишньому корпусі № 1 за адресою вул. Шевченка, 58. |
| Дніпровцям, що загинули в Афганістані, меморіал | 1989 рік              | на Дніпровській набережній |      | |
| Жертвам Голодоморів 1920-23, 1932-33, 1946-47 рр. | 2008 рік              | на 9-му кілометрі Запорізького шосе |      | |
| Жертвам Голодоморів 1920-23, 1932-33, 1946-47 рр., політв'язням і репресованим України, знищеним у концтаборах СРСР комуністичною владою 1917-91 рр, пам'ятний хрест | 2005 рік              | біля залізничного вокзалу на Привокзальній площі |      | Пам'ятний хрест відкрито 26 листопада 2005 року. |
| Клюєву Ігорю | 1967 рік              | вул. Київська (сквер ім. Клюєва) |      | Пам'ятник І. П. Клюєву (1919—1942) — члену підпільної організації, закатованого фашистами (1941—1945) |
| Комунарам | 1958 рік              | вул. Каруни, 129 |      | Братська могила борців революції — робітників Амур-Нижньодніпровських заводів (Пам'ятник комунарам). Поховано 25 осіб (1917—1920) |
| Макарову Олександру, бюст |                       | на вулиці Робочій у сквері ім. О. М. Макарова |      | Бюст двічі Героя Соціалістичної Праці, генерального директора Південмашу у 1961—1986 роках О. М. Макарова (1906—1999) було встановлено у сквері його імені на вулиці Робочій, за радянською традицією, за життя. |
| Макарову Олександру | 12 вересня 2003 року  | на території ВО «Південний машинобудівний завод» ім. О. М. Макарова |      | |
| Маленькому Принцу |                       | у Парку Глоби див. на мапі |      | |
| Маргелову Василю | 2 серпня 2000 року    | на Дніпровській набережній див. на мапі |      | |
| Міліціонерам, що загинули під час виконання службових обов'язків |                       | у сквері на Соборній площі поблизу Спасо-Преображенського кафедрального собору                                                                                          |      | |
| Міліціонеру-ангелу |                       | біля обласного управління МВС на вулиці Троїцькій |      | |
| Перхуну Сергію | 2005 рік              | біля центрального входу до Інституту фізичної культури і спорту (вул. Набережна Перемоги, 10) на Мандриківці                                                            |      | Пам'ятник померлому через отриману на полі травму футбольному воротареві збірної України з футболу Сергію Перхуну. Встановлений у жовтні 2005 року на кошти, зібрані уболівальниками ФК «Дніпро». |
| Полю Олександру | 14 вересня 2002 року  | на проспекті Дмитра Яворницького у сквері біля міськвиконкому див. на мапі                                                                                              |      | Пам'ятник встановлено Олександру Миколайовичу Полю — промисловцю, громадському діячу, археологу, першому почесному громадянину міста Катеринослава (Дніпра), засновнику видобування криворізьких залізних руд, якому завдячує своїм промисловим розвитком весь Придніпровський край. На пам'ятнику викарбувано: «Він оживив край і воскресив Катеринослав». Відкрито 14 вересня 2002 року на честь Дня міста Дніпра. Щороку на День міста до пам'ятника О. М. Полю покладаються квіти. |
| Святому Іоанну Хрестителю | 2010 рік              | на куполі храму Святого Іоанна Предтечі Хрестителя Господнього, що на Дніпровській набережній поблизу Центрального (Нового) мосту                                       |      | |
| Святій Великомучениці Катерині | 2007 рік              | на фронтоні єпархіального управління УПЦ навпроти Свято-Троїцького кафедрального собору на перехресті вулиці Михайла Грушевського та Троїцької площі                    |      | |
| «Скорботна» — пам'ятник загиблим студентам Дніпропетровська у роки ІІ Світової війни                                                                                 | 1967 рік              | у східній частині парку ім. Т. Г. Шевченка поблизу Палацу студентів ДНУ ім. Олеся Гончара                                                                               |      | Скульптори: К. І. Чеканьов, В. І. Щєдрова, О. В. Ситник, архітектор І. І. Нескоромний. |
| Сташкову Миколі | 1975 рік              | вул. Січеславська Набережна |      | Пам'ятник М. С. Сташкову (1907—1943) — Герою Радянського Союзу |
| Хмельницькому Богданові | 1953 рік              | на проспекті Богдана Хмельницького у парку Богдана Хмельницького |      | Пам'ятник Гетьману України Богданові Хмельницькому встановлено 1953 року. |
| «Чорнобильський дзвін» / Ліквідаторам аварії на ЧАЕС | 26 квітня 2001 року   | на проспекті Пушкіна у парку біля облдержадміністрації |      | |
| Шевченку Тарасу | 1959 рік              | в парку ім. Т. Г. Шевченка на Монастирському острові у західній частині                                                                                                 |      | Пам'ятник геніальному українському митцеві Т. Г. Шевченкові, що знаходиться на острові Монастирський (раніше — Комсомольський), є історично першим у місті — був встановлений у 1959 році. Автори — скульптори І. С. Зноба та В. І. Зноба й архітектор Л. Р. Ветвицький. Певний час перебував на реставрації. |
| Шевченку Тарасу | 24 серпня 1992 року   | біля Дніпропетровського академічного музично-драматичного театру ім. Т. Г. Шевченка на західній стороні вулиці Воскресенської                                           |      | Другий пам'ятник Т. Г. Шевченку був відкритий 24 серпня 1992 року (на 2-й День Незалежності України) навпроти Українського музично-драматичного театру ім. Т. Г. Шевченка. Нині — традиційне місце зборів представників національно-демократичних сил. Автори — скульптор Володимир Небоженко та архітектор Володимир Положій. |
| у пам'ять 20 000 жертв розстріляних євреїв, меморіал |                       | на вулиці Енергетичній |      | |
| Чорноволу Вячеславу, пам'ятний знак | 25 березня 2012 року  | на перехресті бульвару В'ячеслава Чорновола та вулиці Юрія Савченка |      | Камінь із гранітною плитою на бульварі Вячеслава Чорновола встановлено 25 березня 2012 року, у день 13-ї річниці загибелі В. М. Чорновола. У перспективі планується встановлення на цьому місці пам'ятника-погруддя. |
| «Юність Дніпра» | 9 вересня 2006 року   | на Дніпровській набережній поблизу Центрального (Нового) мосту |      | Пам'ятник являє собою скульптури трьох молодих дівчат в українському національному вбранні, що з човна спускають вінки на воду Дніпра. Вважається однією із найромантичніших скульптур у Дніпрі. |
| Яворницькому Дмитру | 8 листопада 1995 року | біля західної сторони Дніпропетровського національного історичного музею імені Д. І. Яворницького (просп. Д. Яворницького, 16)                                          |      | Пам'ятник видатному українському історику, археологу, етнографу, письменнику Дмитрові Івановичу Яворницькому встановлено на його могилі, що під стіною Дніпропетровського історичного музею 8 листопада 1995 року — у день 140-річчя, від дня народження вченого. |
| Янгелю Михайлу, бюст |                       | на вулиці Академіка Янгеля |      | Бюст академіка М. К. Янгеля — одного з творців космічної програми СРСР встановлено на вулиці його імені у спальному районі Дніпра поблизу Південмашу та КБ «Південне», яке очолював вчений. |

## Колишні пам'ятники
| Назва                                                                                   | Дата встановлення   | Дата знесення                | Розташування | Фото | Короткі відомості |  |
| Леніну Володимирові                                                                     | 1959                | У ніч з 21 на 22 лютого 2014 | На центральній площі Героїв Майдану міста на проспекті Дмитра Яворницького (південна сторона) |      | |  |
| Леніну Володимирові                                                                     |                     | 2015 року                    | на проспекті Олександра Поля |      | |  |
| Леніну Володимирові                                                                     | 1957, 1976 рік      |                              | вул. Енергетиків (60 років Жовтня), 1, біля Палацу культури Придніпровської ДРЕС «Енергетик» |      | |  |
| Петровському Григорію                                                                   | 1976 рік            | 29 січня 2016 року           | На Привокзальній площі в кінці проспекту Дмитра Яворницького |      | |  |
| Калініну Михайлові                                                                      | 1966 рік            | 9 березня 2016 року          | На вході до скверу Пам'яті та примирення |      | |  |
| Калініну Михайлу                                                                        | 2009 рік            |                              | на території Дніпровського національного університету залізничного транспорту |      | |  |
| Кірову Сергію                                                                           | 1949 рік            | 16 березня 2016 року         | На проспекті Олександра Поля |      | |  |
| Артему                                                                                  |                     | 5 березня 2016 року          | На території підприємства Дніпроважпапірмаш |      | |  |
| Войцеховича А. Н., бюст                                                                 | 1970 рік            | 2016 рік                     | У Парку Глоби. Був виготовлений з граніту за проєктом скульптора А. В. Ситника |      | |  |
| на честь звільнення Дніпропетровська від німецько-фашистських окупантів, пам'ятний знак | 1968 рік            | травень 2022 року            | на проспекті Дмитра Яворницького (південна сторона) у парку Лазаря Глоби |      | Пам'ятний знак мав вигляд викарбуваного на плиті наказу сталіна генералу армії Маліновському про операцію зі захоплення Дніпропетровська радянською армією. |  |
| Комсомольцям Дніпропетровщини                                                           |                     | 10 травня 2022 року          | площа Соборна |      | |  |
| Пушкіну Олександру                                                                      | 1901 рік            | 16 грудня 2022 року          | на проспекті Лесі Українки |      | Погруддя було відкрите на пожертви громадян Катеринослава у 1901 році.                                                                                      |  |
| Володі Дубініну, бюст                                                                   |                     | 16 грудня 2022 року          | проспект Гагаріна, 137А |      | |  |
| Андрію Булигіну, бюст                                                                   |                     | 22 грудня 2022 року          | на вулиці Івана Езау |      | |  |
| Чкалову Валерію                                                                         | 1981 рік            | 22 грудня 2022 року          | На проспекті Дмитра Яворницького (південна сторона) у парку Лазаря Глоби |      | |  |
| Горькому Максиму                                                                        | 1977 рік            | 22 грудня 2022 року          | на перехресті бульвару вулиці Княгині Ольги та проспекту Дмитра Яворницького (північна сторона) |      | |  |
| Пушкіну Юхиму                                                                           |                     | 4 січня 2023 року            | на бульварі проспекту Дмитра Яворницького на перехресті з проспектом Гагаріна |      | Пам'ятник генералу Пушкіну Юхиму Григоровичу являв собою танк Т-34 часів Другої Світової війни.                                                             |  |
| Олександру Матросову                                                                    |                     | 4 січня 2023 року            | площа Соборна |      | |  |
| Монумент Михайлові Ломоносову                                                           | 25 червня 1971 року | 6 січня 2023 року            | біля центрального корпусу Національного гірничого університету України (просп. Дмитра Яворницького, 17) на бульварі проспекту на перехресті вулиці Олеся Гончара й Соборної площі з проспектом Дмитра Яворницького |      | Скульптуру було встановлено на постаменті колишнього пам'ятника Катерині ІІ. Скульптор О. В. Ситник, архітектори Г. І. Панафутін, В. С. Положій.            |  |
| Федорова Олексія, бюст                                                                  |                     | 8 січня 2023 року            | на проспекті Дмитра Яворницького (південна сторона) у парку Глоби |      | скульптор Кирило Діденко. |  |

5 серпня 2014 року було демонтовано пам'ятну дошку Станіславу Косіору.